# Michail Jurjewitsch Teplinski

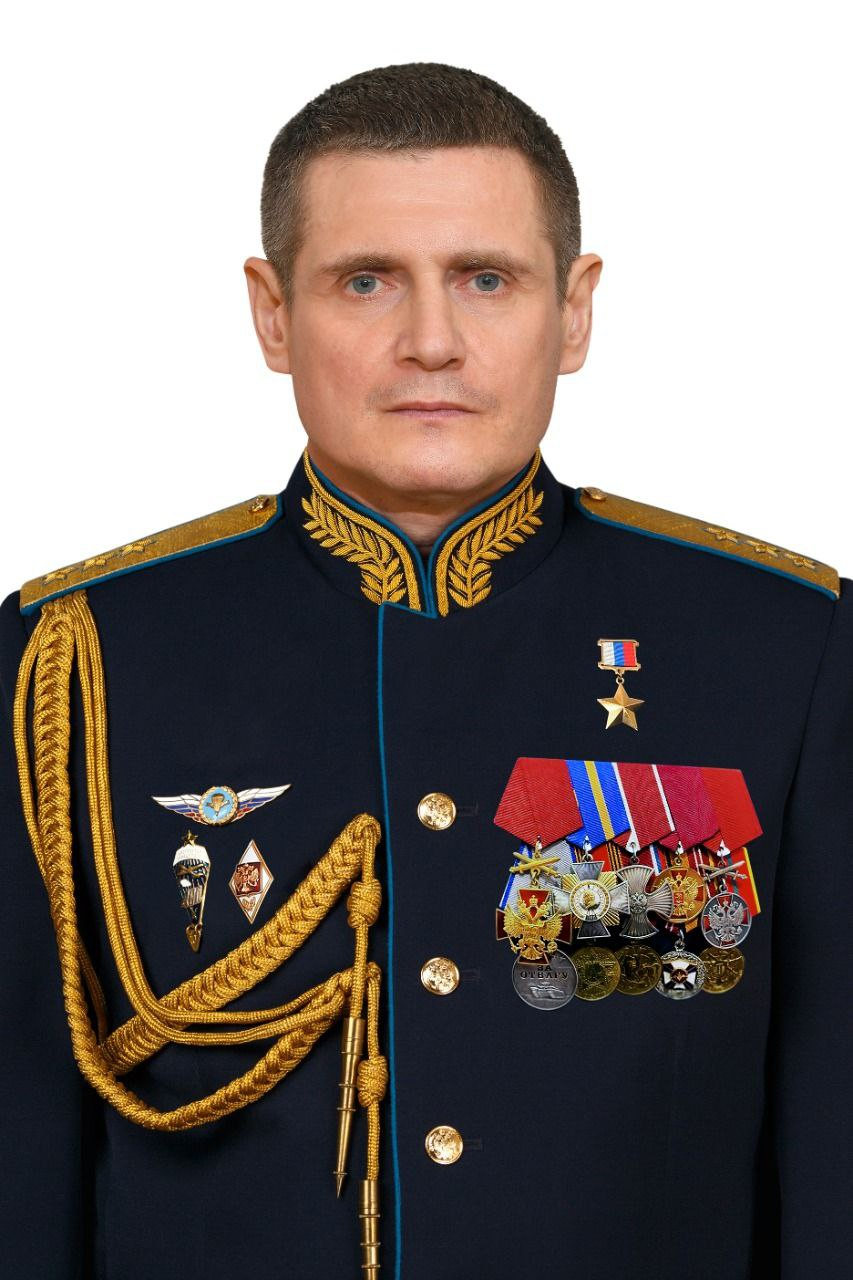
Generaloberst Michail Teplinski (2022)

Michail Jurjewitsch Teplinski (russisch Михаил Юрьевич Теплинский; * 9. Januar 1969 in Mospino, Ukrainische Sozialistische Sowjetrepublik) ist ein russischer Generaloberst und seit dem 16. Juni 2022 Kommandeur der Russischen Luftlandetruppen. Als solcher ist er in führender Funktion am Russischen Überfall auf die Ukraine beteiligt.

## Biographie
Michail Teplinski trat nach Abschluss der Oberschule im Jahre 1987 in die Sowjetische Armee ein. 1991 schloss er die Höhere Garde-Luftlande-Offiziersschule in Rjasan ab. Danach diente er in der 106. Garde-Luftlandedivision in Tula und war Kompaniekommandeur im 137. Garde-Fallschirmjägerregiment. 1992 und 1993 nahm er an den Kampfhandlungen im Transnistrien-Konflikt teil. Zwischen Dezember 1994 und März 1995 war seine Einheit im Ersten Tschetschenienkrieg an Kampfhandlungen beteiligt. Er wurde danach zum Hauptmann befördert. Am 1. März 1995 wurde er per Dekret des russischen Präsidenten Boris Jelzin mit dem Goldenen Stern und dem Titel Held der Russischen Föderation ausgezeichnet. 1999 schloss er die Allgemeine Militärakademie der Russischen Streitkräfte ab.
Im Zweiten Tschetschenienkrieg wurde er zur 76. Garde-Luftsturm-Division versetzt, wo er zum stellvertretenden Stabschef des 234. Garde-Luftsturm-Regiments ernannt wurde. Er wurde im Oktober 2002 stellvertretender Kommandeur der Division und war ab 2003 deren Stabschef. Seit dem Juni 2009 ist er der Stabschef der 20. Gardearmee im Zentralen Militärbezirk. 2012 folgte die Beförderung zum Generalmajor. Im Februar 2013 wurde er zum Kommandeur der 36. Armee im Östlichen Militärbezirk in Ulan-Ude ernannt. Am 13. Dezember 2014 wurde er zum Generalleutnant befördert. 2015 wurde er in den Südlichen Militärbezirk versetzt. Dort war er von März 2017 bis April 2019 Stabschef und stellvertretender Kommandeur der Truppen des Südlichen Militärbezirks. Im April 2019 wurde er zum stellvertretenden Kommandeur der Truppen des Zentralen Militärbezirks ernannt. 2021 wurde er außerdem zum Generaloberst befördert.
Den Russischen Luftlandetruppen (WDW) kam beim Überfall auf die Ukraine Ende Februar 2022 eine Schlüsselrolle zu, sie erlitten jedoch schwere Verluste an Menschen und Material, als ihr Angriff an der ukrainischen Verteidigung scheiterte und sich die Reste der dort eingesetzten WDW-Einheiten zurückziehen mussten. Teplinski wurde im Sommer 2022 zum Kommandeur des WDW ernannt. Den WDW-Verbänden kam anschließend erneut eine wichtige Rolle in der russischen Kriegsführung in der Ukraine zu, als die Elitetruppe die Flanken der ukrainischen Verteidiger um Bachmut angriff und so den Söldnern der Gruppe Wagner vorübergehend die Besetzung weiter Teile der Stadt ermöglichte. Als im Januar 2023 der Oberkommandierende Russlands in der Ukraine, Sergej Surowikin, in Ungnade fiel und durch Generalstabschef Waleri Gerassimow ersetzt wurde, spekulierten Analysten zunächst, dass auch Michail Teplinski abgelöst werden könnte.
Im Januar berichteten mehrere Kriegsblogger, General Teplinski sei abgesetzt worden, weil er sich geweigert habe, Fallschirmjäger in den sicheren Tod zu schicken. Teplinski sagte in einer Videoansprache zum „Tag der Vaterlandsverteidiger“ am 23. Februar, es habe sich „so ergeben“, dass er seit mehr als einen Monat nicht an der Front sei, wohin er gerne zurückwolle. Er appellierte an die Truppenkommandeure: „Schont eure Soldaten. Zahlt nicht für die Einnahme von Dörfern und Höhen mit Soldatenleben!“
Teplinski trat im April 2023 an der Seite Wladimir Putins auf und wurde zum Stellvertreter Gerassimows in dessen Rolle als Oberkommandierender in der Ukraine ernannt.

## Auszeichnungen (Auswahl)
- Held der Russischen Föderation (1. März 1995) (Verleihungsnummer 123)
- St.-Georgs-Orden (4. Klasse), 2022
- Kutusoworden, 2016
- Verdienstorden für das Vaterland (1. Klasse)
- Tapferkeitsmedaille, 2001